# Enchiridion symbolorum
Pour les articles homonymes, voir Denzinger.
L'Enchiridion symbolorum, definitionum et declarationum de rebus fidei et morum (littéralement : « Manuel de symboles, de définitions et de déclarations en matière de foi et de morale »), généralement traduit par Symboles et définitions de la foi catholique et communément appelé Denzinger, est un ouvrage qui rassemble des textes de l'Église catholique romaine. Il est publié pour la première fois en 1854 et a par la suite fait l'objet de nombreuses rééditions et révisions.

## Description
L'Enchiridion est l'œuvre majeure de Heinrich Joseph Dominicus Denzinger, un théologien allemand du XIXe siècle. Cet ouvrage est aussi appelée le Denzinger en référence à lui.
Les références au Denzinger sont souvent abrégées en : D, D., Dz ou Denz. On trouve aussi, selon l'éditeur : DB pour Denzinger-Bannwart, DS pour Denzinger-Schönmetzer, et DH pour Denzinger-Hünermann.
Les textes sont classés par dates (par exemple, les textes du Concile de Trente sont cités de façon suivie) ; un index par thèmes est aussi présent.

## Histoire
L'ouvrage est publié pour la première fois en 1854. Par la suite, il fait l'objet de nombreuses rééditions et révisions.
À partir de 1963, les éditions de ce recueil possèdent un choix de textes (par exemple avec des extraits de Vatican II) et une numérotation différente[réf. nécessaire].

## Critiques
Les limites du Denzinger furent soulignées par le cardinal Yves Congar dans un article :
- l'Enchiridion fait une sélection orientée des sources, et place sur le même plan simples lettres papales, bulles papales et encycliques ;
- il ne remet pas les directives dans leur contexte historique.

### Éditions principales
- (la) Heinrich Denzinger, Enchiridion symbolorum, definitionum et declarationum de rebus fidei et morum, 1854.
- Heinrich Denzinger, Symboles et définitions de la foi catholique. Enchiridion symbolorum, Cerf, 1996, 37e éd., 1283 p. (présentation en ligne, lire en ligne)

### Banques de données
- Notices d'autorité :   - IdRef